# 伊藤薬品
伊藤薬品株式会社（いとうやくひん）は、医薬品・衛生材料・化粧品の卸売を中心とする日本の企業であった。現在は東邦ホールディングスの一社「セイエル」である。医薬品の卸売手。地盤は中国地方。塩野義製薬系列の医薬品卸であったが、同時に出資資本上は小林製薬の子会社でもあった。前者は抗生剤など病院向けの医薬品、後者は大衆薬、芳香剤などの薬局、薬店向けの医薬品、医薬部外品を主力品としたため、競合せず、2社との関係が両立していた。

## 概要
- 本社は山口県宇部市中野開作411

## 沿革
- 資本金150万円で山口県宇部市にて「伊藤回生堂」創業
- 昭和40年12月「伊藤薬品株式会社」設立
- 昭和44年「下関営業所」「萩営業所」開設
- 昭和46年「岩国営業所」開設
- 昭和47年「山口出張所」開設
- 昭和62年　広島の医薬品卸「河野薬品株式会社」と合併

## 営業所
- 山口県：下関営業所・徳山営業所・山口営業所・萩営業所

## 主な取引メーカー
- 塩野義製薬
- 武田薬品工業
- 小林製薬
- ロート製薬
- 扶桑薬品工業